# فرصعة (الحيمة الخارجية)

تعديل مصدري - تعديل

فرصعة هي إحدى قرى عزلة سهام بمديرية الحيمة الخارجية التابعة لمحافظة صنعاء، بلغ تعداد سكانها 63 نسمة حسب تعداد اليمن لعام 2004.